# 洛克胖
洛克胖（英文名:RockPon）是一名狂熱的格鬥遊戲玩家，名稱由來是因為CVS2喜歡使用洛克‧基斯這個角色，加上工作是做麵包，合起來就是洛克+胖(麵包台語)，又稱東門肯、神人、流浪格鬥家。快打《快打旋風4》擅長玩Ibuki，曾獲得地下街《快打旋風4》格鬥大賽冠軍。2016年常在twitch深夜實況，而在poongko台輸入指令!rockpon，則會出現特別回應。